# 利耶爾瓦爾德

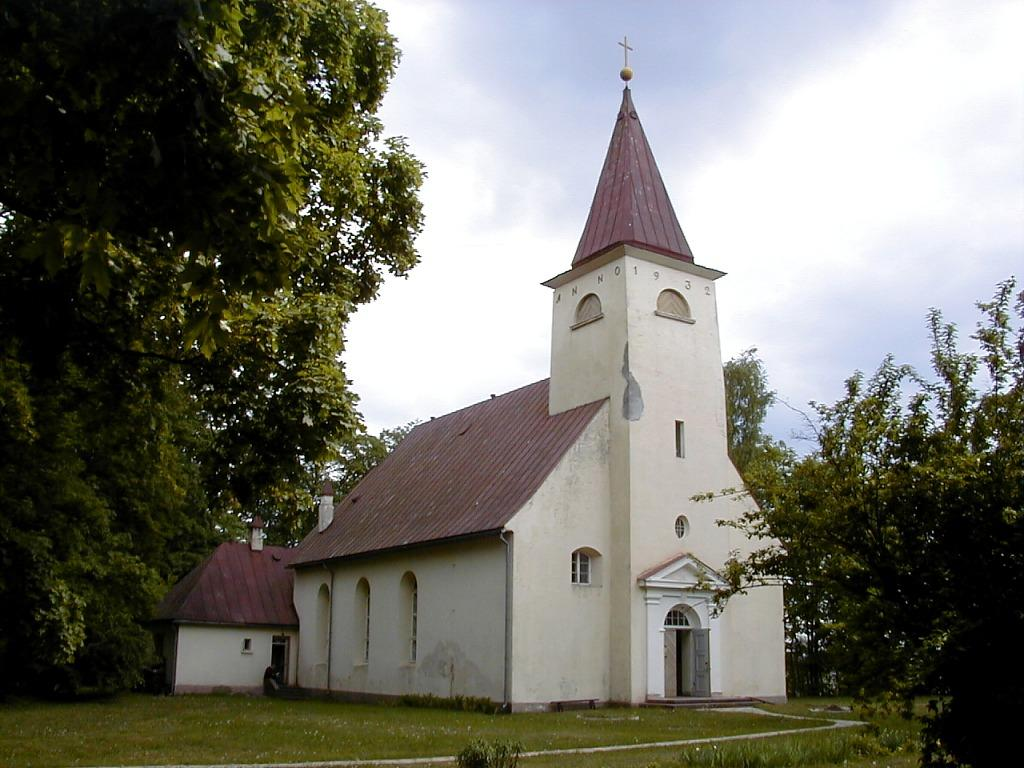
利耶爾瓦爾代路德宗教堂

利耶爾瓦爾代是拉脫維亞奧格雷市鎮内的城鎮，位於該國中部的道加瓦河右岸，距離首都里加52公里，始建於1201年，海拔高度47米，面積9.85平方公里，2021年人口数量为5,907人。
56°43′21″N 24°48′18″E / 56.72250°N 24.80500°E